# Partenavia Astore
El Partenavia P.48 Astore fue un avión ligero italiano de la década de 1950, construido por Luigi Pascale y su hermano en Nápoles antes de establecer Partenavia.

## Desarrollo
El Astore era un monoplano de cabina de ala alta arriostrado con puntales y tren de aterrizaje fijo con rueda de cola. Poseía dos asientos en tándem y estaba propulsado por un motor Continental A65 de 48 kW (65 hp). El prototipo y único Astore, registrado I-NAPA, fue construido en un garaje de Nápoles y voló por primera vez en 1952, pilotado por Mario de Bernardi.

## Especificaciones

### Características generales
- Tripulación: Uno (piloto)
- Capacidad: Un pasajero
- Planta motriz: 1× motor bóxer de 4 cilindros refrigerado por aire Continental A65.
  - Potencia: 48 kW (66 HP; 65 CV)
- Hélices: Bipala de paso fijo

### Rendimiento
- Velocidad máxima operativa (Vno): 185 km/h (115 MPH; 100 kt)

## Aeronaves relacionadas

### Desarrollos relacionados
- Tecnam Astore

### Secuencias de designación
- Secuencia P._ (interna de Partenavia): P.48 - P.52 - P.53 - P.55 →